# Бегонија
Бегонија је род вишегодишњих скривеносеменица из породице Begoniaceae. Јављају се у тропским и суптропским влажним предјелима Јужне и Централне Америке, Африке и јужне Азије. Неке врсте бегонија се обично гаје у затвореном простору као кућне биљке у току хладнијих зимских периода.Род садржи 1.795 различитих врста биљака. Бегоније су пореклом из влажних суптропских и тропских клима. У хладнијој клими неке врсте се гаје на отвореном у летњем периоду због својих светлих шарених цветова који имају чашични лист али не и латице.

## Опис
Неке врсте бегонија могу да порасту чак и до 3 метра, док су неке високе свега неколико центиметара. Боја бегонија може бити различита, мада су најчешће бијеле, розе, жуте и наранџасте. Екстремно је лако за одржавање. Лист је најчешће мало накрив, а неки су и округли, срцолики, јајасти итд. Са 1.795 врста, Бегонија је пета по величини врста скривеносеменица. Врсте су копнене (понекад епифите) биљке или жбунасте и јављају се у суптропским и тропским влажним зонама у Јужној и Централној Америци, Африци и Јужној Азији. Копнене врсте у дивљини су обично усправног стабла, ризомног или гомољастог. Биљке су једнодомне са нехермафродитским мушким и женским цветовима који се јављају одвојено на једној биљци; мушки цветови садрже бројне прашнике, а женски велике заостале јајнике и две до четири разгранате или туврнуте тучкове. Код већини врста, воће је крилата чахура која садрже бројна мала семена, иако је бобичасто воће такође познато. Листови који су често већи и различито означени или шарени су најчешће асиметрични (неједнаких страна).

## Таксономија
Име врсте Бегонија, измислио је Чарлс Плумијер, француски покровитељ за ботанику и прихваћен је од стране Карл фон Линеа 1753. године, као почаст Мишелу Бегону, бившем гувернеру француске колоније Сан Доминго (сада Хаити).

## Гајење
Различите врсте бегонија имају различите потребе, али већина врста су пореклом из тропских региона, тако да њихови хибриди захтевају топлије температуре. У принципу, бегоније захтевају добро исушено земљиште које није ни стално влажно, али које није у потпуности исушено. Многе бегоније ће расти и цветати током целе године, осим гомољастих бегонија који углавном имају период мировања. Током овог периода мировања, гомољасте бегоније се могу чувати на хладном, сувом месту. Већина бегонија може да се гаји на отвореном током целе године на суптропској или тропској клими, али и у подручјима са умереном климом бегоније се гаје на отвореном терену као годишњаци, или као кућне или биљке у стакленим баштама.

## Размножавање
Размножавање бегонија се врши углавном сјеменом, резницама, лишћем или гомољем. Процеси су спори и могу трајати између три и шест мјесеци, прије него што нова биљка никне. 

## Галерија
- Begonia aconitifolia
- Цветајућа бегонија
- Сорте бегонија је јављају у различитим бојама, као што је жута
- Лист бегоније
- Пар цветова, мушког и женског
- Наутилус-облик листа бегоније
- Бегонија
- Лист бегоније